# Powerless (Fernsehserie)
Powerless ist eine US-amerikanische Comedyserie mit Elementen der DC Comics, die auf dem Sender NBC ausgestrahlt wird. Die Erstausstrahlung fand am 2. Februar 2017 auf NBC statt.

## Inhalt
Die Handlung spielt in der fiktiven Stadt Charm City und dreht sich um die alltäglichen Herausforderungen gewöhnlicher Menschen in einer Welt voller Superhelden und Superschurken.
Im Mittelpunkt steht Emily Locke, die als neue Leiterin der Forschungs- und Entwicklungsabteilung bei Wayne Security anfängt, einem Tochterunternehmen von Wayne Enterprises. Das Unternehmen ist darauf spezialisiert, Produkte zu entwickeln, die normale Bürger vor den Kollateralschäden von Superheldenkämpfen schützen sollen. Emily ist idealistisch und motiviert, das Leben der Menschen zu verbessern, stößt aber immer wieder auf die Eigenheiten und den Zynismus ihrer Kollegen.
Die Serie kombiniert klassische Arbeitsplatz-Sitcom-Elemente mit dem Superhelden-Genre. Während Emily versucht, ihr Team zu inspirieren und innovative Lösungen zu finden, muss sie sich mit absurden Situationen auseinandersetzen, die durch die ständigen Superhelden- und Superschurken-Kämpfe entstehen. Dabei werden bekannte Figuren und Elemente aus dem DC-Universum immer wieder humorvoll aufgegriffen, ohne dass die berühmten Helden selbst im Mittelpunkt stehen.
Im Verlauf der Serie entwickelt sich Emily von einer naiven Neuling zur inspirierenden Führungskraft, die lernt, sich in einer von Chaos und Superkräften geprägten Welt zu behaupten. Die Serie greift dabei Themen wie Teamarbeit, Verantwortung und den Umgang mit außergewöhnlichen Herausforderungen auf, bleibt aber stets im komödiantischen Tonfall.

## Hintergrund
Im August 2015 wurde bekannt, dass NBC und DC Comics an einen Pilotfilm für die Comedy-Serie Powerless arbeiten. Produzent sollte Ben Queen werden. Die Serie soll ähnlich wie die Comedy-Serie The Office gestaltet werden, jedoch zusätzlich Superheldenelemente beinhalten, wobei der Fokus auf dem Arbeitsplatz liegt. Anfang Januar 2016 bestellte NBC den Pilotfilm. Am 22. Februar 2016 berichtete der Hollywood Reporter, dass Vanessa Hudgens die Versicherungsangestellte Emily Locke verkörpern wird. Auch die Besetzung von Danny Pudi als Emilys bester Freund Teddy und Alan Tudyk als Van Wayne, der Chef von Emily und Cousin von Bruce Wayne, wurden im selben Monat bestätigt. Im Mai 2016 wurde der erste Trailer zu Powerless veröffentlicht.
NBC gab am 11. Mai 2016 grünes Licht für eine zwölfteilige erste Staffel. Auf der San Diego Comic Con behauptete die Darstellerin der Protagonistin, Vanessa Hudgens, dass die erste Aufgabe, an der sie arbeiten werde, von Wonder Woman geschuldet sei. Darüber kommen die Figuren Jack O’Lantern und Crimson Fox in der Serie vor. Im Dezember 2016 gab NBC die Erstausstrahlung für die Pilotfolge für den 2. Februar 2017 bekannt.
Am 25. April 2017 nahm der Sender NBC die Serie aus seinem Programm. Grund dafür waren die nicht zufriedenstellenden Zuschauerzahlen, so erreichten die neun bis dato ausgestrahlten Episoden im Durchschnitt 2,29 Millionen Zuschauer und ein Rating von 0,71 % in der Hauptzielgruppe. Die endgültige Einstellung der Serie erfolgte am 11. Mai 2017.

## Rezeption
Auf Rotten Tomatoes lag die Kritikerwertung für die erste Staffel bei 64 %, wobei der Konsens die originelle Prämisse lobte, aber die „uneinheitliche Umsetzung“ und das Fehlen wirklich gelungener Gags bemängelte. Metacritic vergab einen Wert von 57 von 100 Punkten, was „gemischte oder durchschnittliche Kritiken“ bedeutet.